# Angelstad
Angelstad ist eine Ortschaft (tätort) in Schweden.

## Der Ort
Die ursprüngliche Bebauung erstreckte sich rund um die Kirche und entlang der damaligen Bahnstrecke von Ljungby nach Halmstad. Viele der Häuser entstanden zum Ende des 18. Jahrhunderts. Aufgrund dieser noch erhaltenen Bebauung hat sich Angelstad sein Flair erhalten. Es ist deshalb auch ein beliebter Touristenort. Im Ort befinden sich heute sechs Miethäuser, 19 Doppel- bzw. Reihenhäuser sowie diverse Einfamilienhäuser. Zu der Kirchengemeinde (församlingen) gehören die Orte Hölminge, Bolmstad und Näglinge. Hier gibt es auch viele Freizeithäuser.

## Wohnen und arbeiten
Der Ort Angelstad hat 276 Einwohner, zu der Kirchengemeinde gehören 970 Personen. Von den 970 Personen arbeiten etwa 460, die größtenteils zum Arbeiten nach Ljungby pendeln. In und um Angelstad gibt es etwa 80 Arbeitsstellen.

## Freizeit
In Angelstad findet man viele aktive Vereine. Öffentliche Treffpunkte sind das Gemeindehaus (församlingshem) und das Kirchengemeindehaus (sockenstuga), Folkets hus und Hembygdspark mit dem dazugehörigen Museum. Bei der Schule befindet sich ein Sportplatz und eine Tennisplatz.

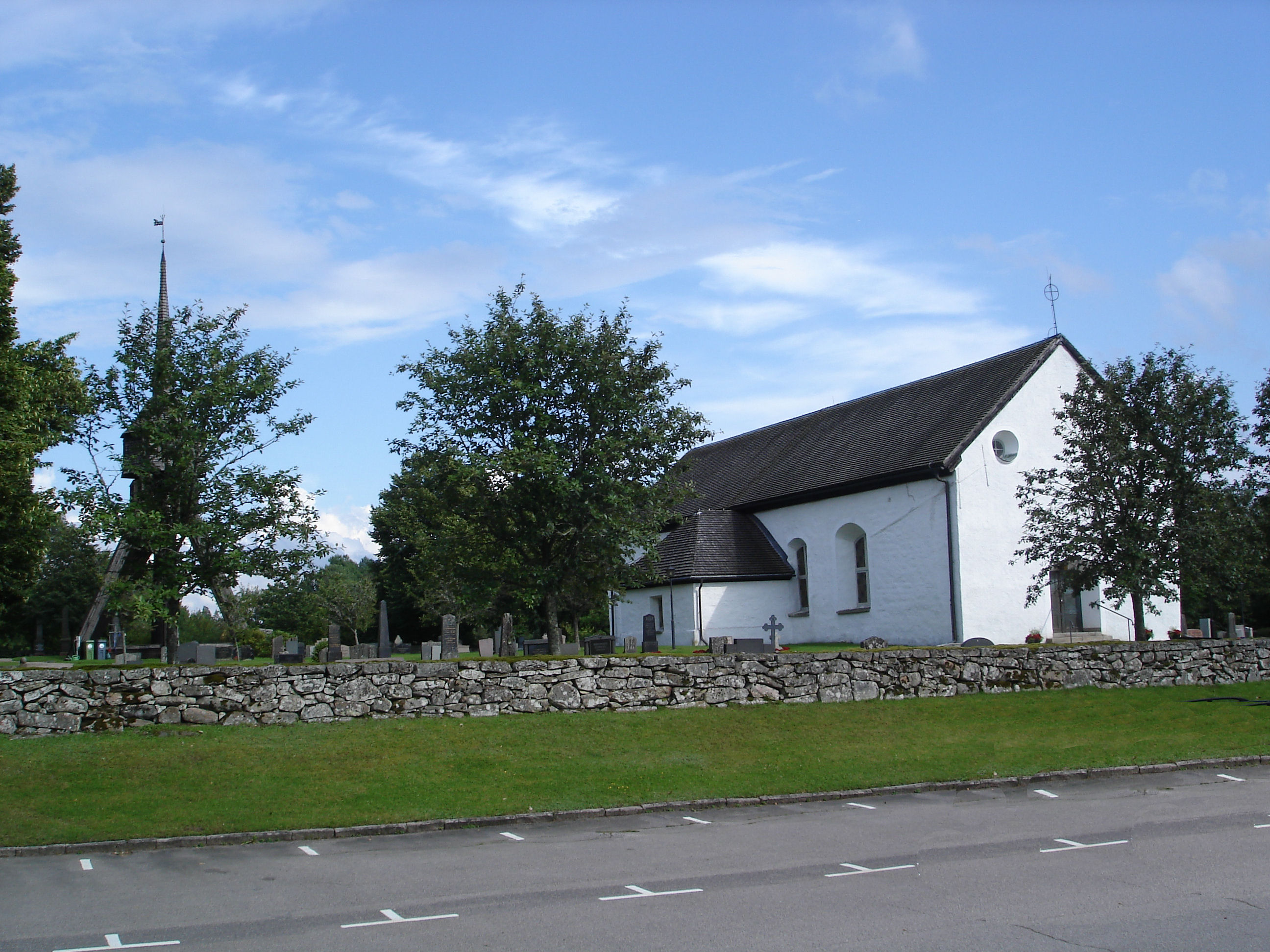
Blick auf die Kirche von Angelstad

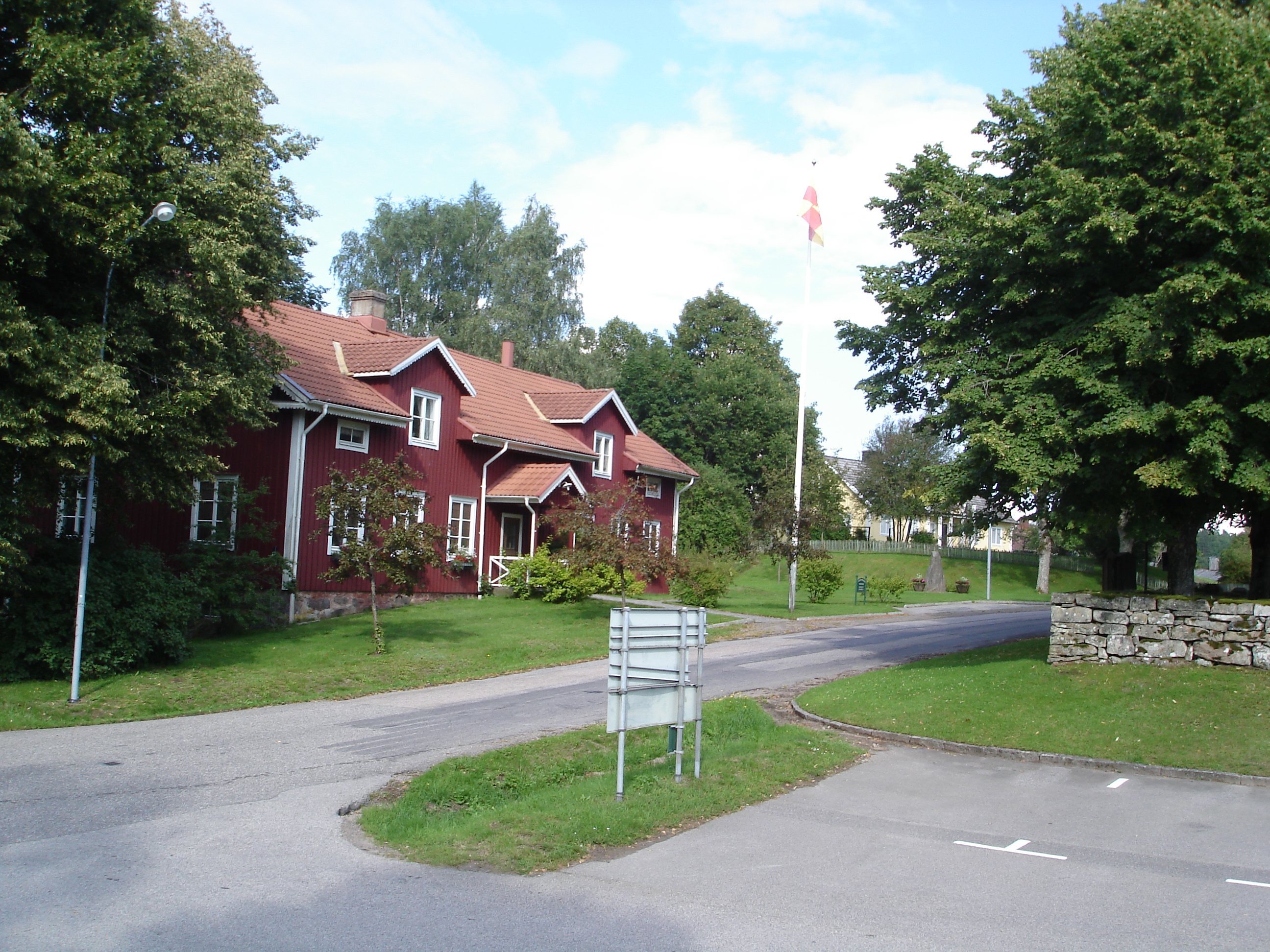
Blick auf das Gemeindehaus (Sockenstuga) neben der Kirche

## Schulen
Angelstad hat eine Vorschule, ein Freizeitheim und eine Schule für die Klassen 0 bis 6. Die Schule arbeitet bei den jungen Jahrgängen mit gemischten Altersklassen. Die späteren Jahrgänge gehen zur Kungshögskolan in Ljungby.

## Natur und Kultur
Der Bereich rund um den See Bolmen ist für Freiluftaktivitäten von Reichsinteresse und wird damit staatlich geschützt. Nordöstlich von Angelstad befinden sich die Naturschutzgebiete Ronamossen und Klockesjömyren. Die Orte Rya, Värset, Ularp, Bolmstad und der Bereich um die Kirche in Angelstad werden im Sommer als Veranstaltungsorte für Darbietungen aus dem Kulturprogramm der Kommune Ljungby genutzt. An den Seen Bolmen und Kosen gibt es sehr schöne Badeplätze.